# Roques de la Llinda
Les Roques de la Llinda és una muntanya de 1.750 metres que es troba al municipi de Montellà i Martinet, a la comarca de la Baixa Cerdanya.